# Jacopo Sannazaro
Jacopo Sannazaro —o Sannazzaro en algunes grafies— (Nàpols, entre 1456 i 1458 – 27 d'abril de 1530) fou un poeta, humanista renaixentista i epigramista napolità. Va escriure amb facilitat en llatí i napolità, però principalment és recordat per la seua obra mestra Arcadia, un clàssic de l'humanisme renaixentista que il·lustra les possibilitats de la prosa poètica en italià, i que va instituir el tema de l'Arcàdia, com a representatiu d'un país idíl·lic, en la literatura europea. L'elegant estil de Sannazaro va servir d'inspiració per a gran part de la literatura cortesana del segle xvi.
Les històries de la literatura indiquen que la seua data de naixement se situaria entre l'any 1456 i el 1458; tot i que la inscripció del seu sepulcre indica l'any 1457. Va nàixer a Nàpols, al si d'una noble família de la Lomellina, que va prendre el nom del seu casal a San Nazaro, prop de Pavia. Son pare va morir durant la infantesa de Jacopo, que va créixer a Nocera Inferiore i a San Cipriano Piacentino, indrets que van influir la lírica del futur poeta amb les seues atmosferes rurals.
A l'Acadèmia Pontaniana, reunida entorn de la figura de Giovanni Pontano, va emprar el clàssic nom de plume d'Actius Syncerus. La seua partida de Nàpols, sent encara jove, sovint considerada verídica, sembla no ser més que un relat retòric. Ràpidament, va guanyar fama com a poeta i plaça com a cortesà, i va rebre de Frederic IV la vil·la Mergillina, residència rural pròxima a Nàpols. Quan el seu mecenes va haver de refugiar-se a França l'any 1501, Sannazaro el va acompanyar, i no va tornar a Itàlia fins que el rei no es va morir, l'any 1504. Sembla que va passar els darrers anys de la seua vida a Nàpols.
L'Arcadia de Sannazaro va ser escrita en la dècada del 1480 i va circular en manuscrit abans de la seua primera edició impresa. Iniciat en la joventut i publicat a Nàpols l'any 1504, Arcadia és un romanç pastoral en el qual Sincero, el narrador, abandona la ciutat (Nàpols, en aquest cas), despitat per amor i amb l'objectiu de portar una existència pastoral idealitzada a l'Arcàdia, entre pastors poetes, a la manera dels Idil·lis de Teòcrit de Siracusa. Però, un terrible malson l'indueix a tornar a la seua ciutat, travessant un fosc túnel fins a la seua nativa Nàpols, on s'assabenta de la mort de la seua estimada. Els esdeveniments apareixen magnificats amb l'ús d'una extensa imatgeria emprada de fonts clàssiques, per la lànguida malenconia del poeta i per les elegíaques descripcions del món perdut de l'Arcàdia. Fou la primera obra pastoral del Renaixement europeu que va gaudir d'èxit internacional. Inspirada parcialment en l'obra d'escriptors clàssics que feien servir l'estil pastoral —a més de Virgili i Teòcrit, cal tenir en compte els poetes llatins Calpurni i Nemesià— i per l'Ameto de Boccaccio, Sannazaro descriu un enamorat narrador (Sincero), que recorre el país de l'Arcàdia i escolta les melancòliques o amoroses cançons dels pastors que es va trobant pel camí. A més de l'escenari pastoral, l'altra gran troballa original de l'obra rau en la seua estructura novel·lística, que alterna prosa i vers.
L'Arcadia de Sannazaro, en companyia de la Diana de l'hispanoportuguès Jorge de Montemayor —Los siete libros de la Diana, 1559), al seu torn tributària de l'obra de Sannazaro— va tenir un profund impacte en la literatura de tot Europa fins a la meitat del segle xvii.
Entre les seues obres bucòliques d'inspiració virgiliana, cal esmentar les cinc Eclogae piscatoriae, èglogues sobre temes relacionats amb la badia de Nàpols, tres llibres d'elegies i tres d'epigrames. Entre altres obres en llatí, hi ha tres llibres d'epigrames i dues obres curtes titulades Salices [Salzes] i De Morte Christi Lamentatio [Lamentació de la mort de Crist].
L'actualment poc conegut poema en llatí De partu Virginis, que li va fer guanyar-se el sobrenom d'"El Virgili cristià", va aparèixer el 1526.
Entre les seues obres en italià i napolità, cal estacar el recull de proverbis napolitans Gliommeri, les seues Farse i les Rime (publicades com a Sonetti et canzoni di M. Jacopo Sannazaro, Nàpols i Roma, 1530), en les quals és primordial l'estil de Petrarca. També va escriure alguns epigrames satírics.

## Posteritat
El seu retrat, pintat per Ticià entre 1514 i 1518, es conserva a la Royal Collection, i forma part de la diplomàtica «donació neerlandesa» a Carles II d'Anglaterra, l'any 1660.
«Montfaucon descriu que la tomba del poeta Sannazaro en l'església dels olivetans de Nàpols es trobava ornamentada amb les estàtues d'Apol·lo i Minerva, a més d'uns grups de sàtirs. En el segle xvii, les autoritats eclesiàstiques van intentar dotar-la d'un aspecte menys profà i van gravar el nom de David sota l'Apol·lo i el de Judit sota la Minerva».